# Marcus van Vaernewijck

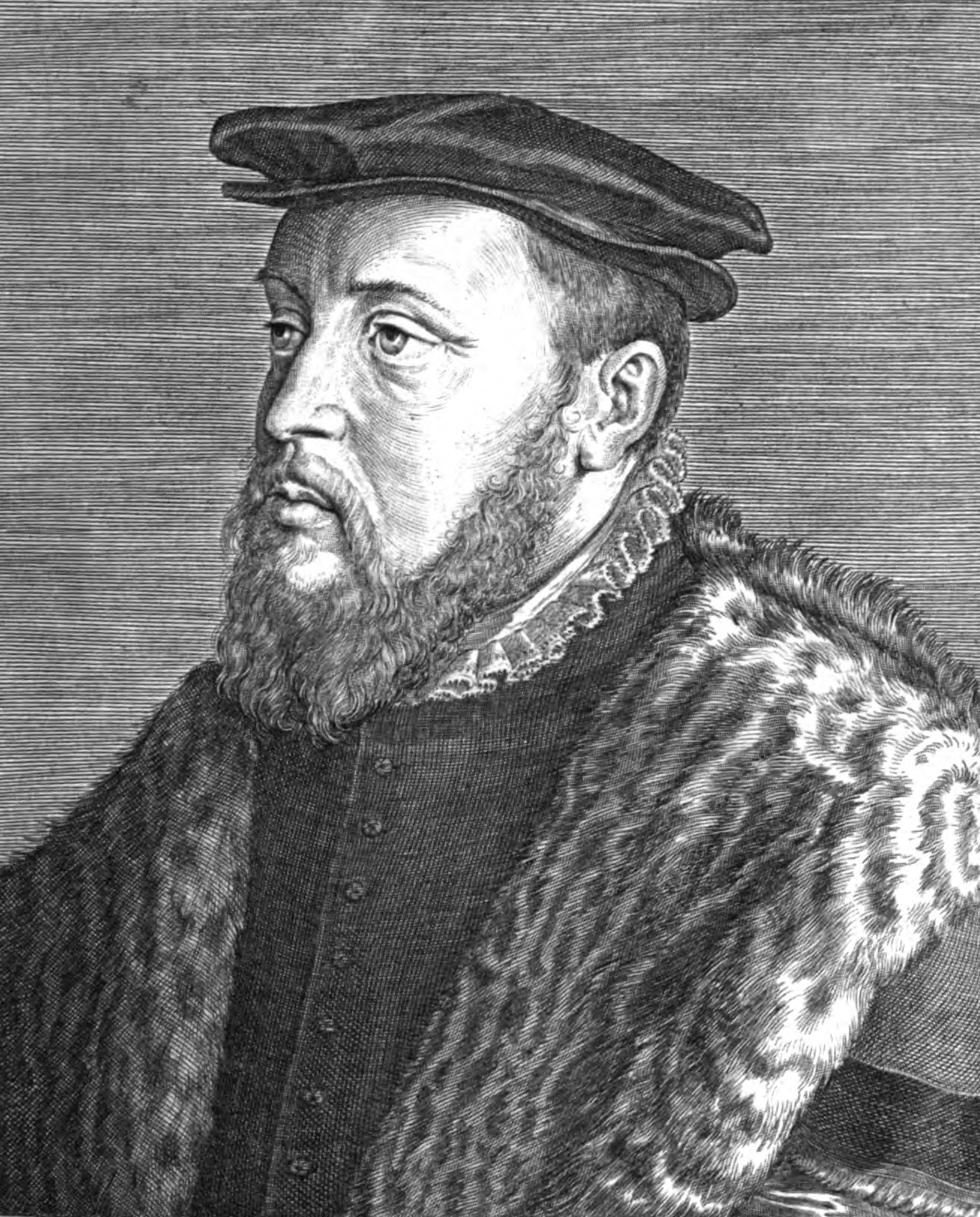
Portret van Marcus van Vaernewijck door Petrus de Jode, uitgegeven door Joannes Meyssens

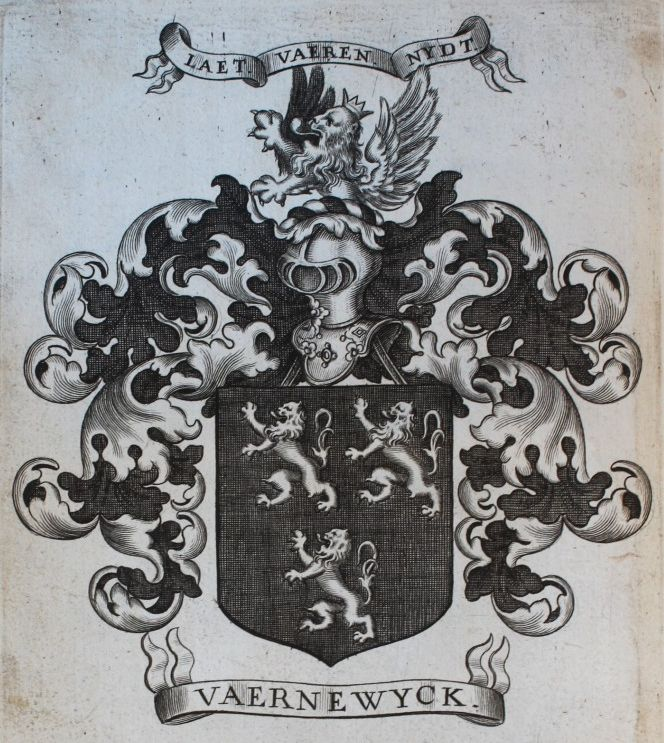
Wapenschild, gevonden in De historie van Belgis, oft Chronycke der Nederlandtsche oudtheyt (1665), Openbare Bibliotheek Brugge FAVA kl. I 291 (f. 3π1 verso).

Marcus van Vaernewijck (soms ook van Vaernewyck) (Gent, 21 december 1516 - aldaar, 20 februari 1569) was een Vlaams rederijker en geschiedschrijver, die daarnaast ook belangrijke posities in het bestuur van zijn stad heeft bekleed. Zijn belangrijkste werk is zijn dagboek Van die beroerlicke tijden in die Nederlanden en voornamelick in Ghendt 1566-1568, dat niet bedoeld was uitgegeven te worden.

## Levensloop
De geschiedenis van de familie Van Vaernewijck gaat terug tot 1102. De naam is ontleend aan de heerlijkheid Vaernewijck die zich bevindt op het grondgebied van Mariakerke. Familieleden van Marcus nemen deel aan de Vierde Kruistocht, anderen zullen net als Marcus functies binnen de stad Gent bekleden. Waarom de Vaernewijcks de wijk genomen hebben naar de stad is minder helder. Waarschijnlijk moeten we de oorzaak zoeken in de veranderende rol van de adel. Steeds minder verwachten leenheren militaire steun van hun leenmannen. Op die manier en door de functies die Marcus in Gent uitoefent kan hij eerder geplaatst worden binnen de burgerij, dan als lid van de adel.
Marcus van Vaernewijck wordt geboren op 21 december 1518 als jongste zoon van Marcus, heer van Steenkerke, en Catherine van Sleehaut. In de jaren 1550 reist Marcus van Vaernewijck over heel Europa. In een eerste reis trekt hij via Duitsland en Zwitserland naar Italië. Enkele jaren later verkent hij het noorden van de Nederlanden. In 1558 treedt Marcus van Vaernewijck in het huwelijk met Livina Hallins (of Allyns). Samen krijgen ze vijf kinderen: twee zonen, Marcus en Adolfus, en drie dochters, Clara (°1560), Josine (°1561) en Margareta. Marcus zelf overlijdt op 20 februari 1569, hoogstwaarschijnlijk door ziekte. Zijn zonen zullen zonder nakomelingen sterven. Via Marcus’ broer Pieter leeft de familie verder tot in de negentiende eeuw.
Naast de functie van ‘vingtenier’, een officiersrol binnen de Gentse nachtwacht in 1566, bekleedt Van Vaernewijck nog diverse posities binnen het Gentse stadsbestuur. In 1563 is hij beheerder van de Armenkamer, een jaar later schepen van de Keure en hoofdman van de Zeven Neringen. In 1566 moet hij controle uitoefenen op de korenopslagplaatsen en verslag uitbrengen over de religieuze gezindheid van wie in de stad verblijft. Gezien de economische en religieuze situatie van die periode zijn dit twee erg belangrijke functies. Tot slot is hij nog lid van de kerkfabriek van Sint-Jacob, zijn parochiekerk. Enkelen vermoeden dat Marcus van Vaernewijck wijnhandelaar zou zijn.

## Literaire en historiografische activiteiten

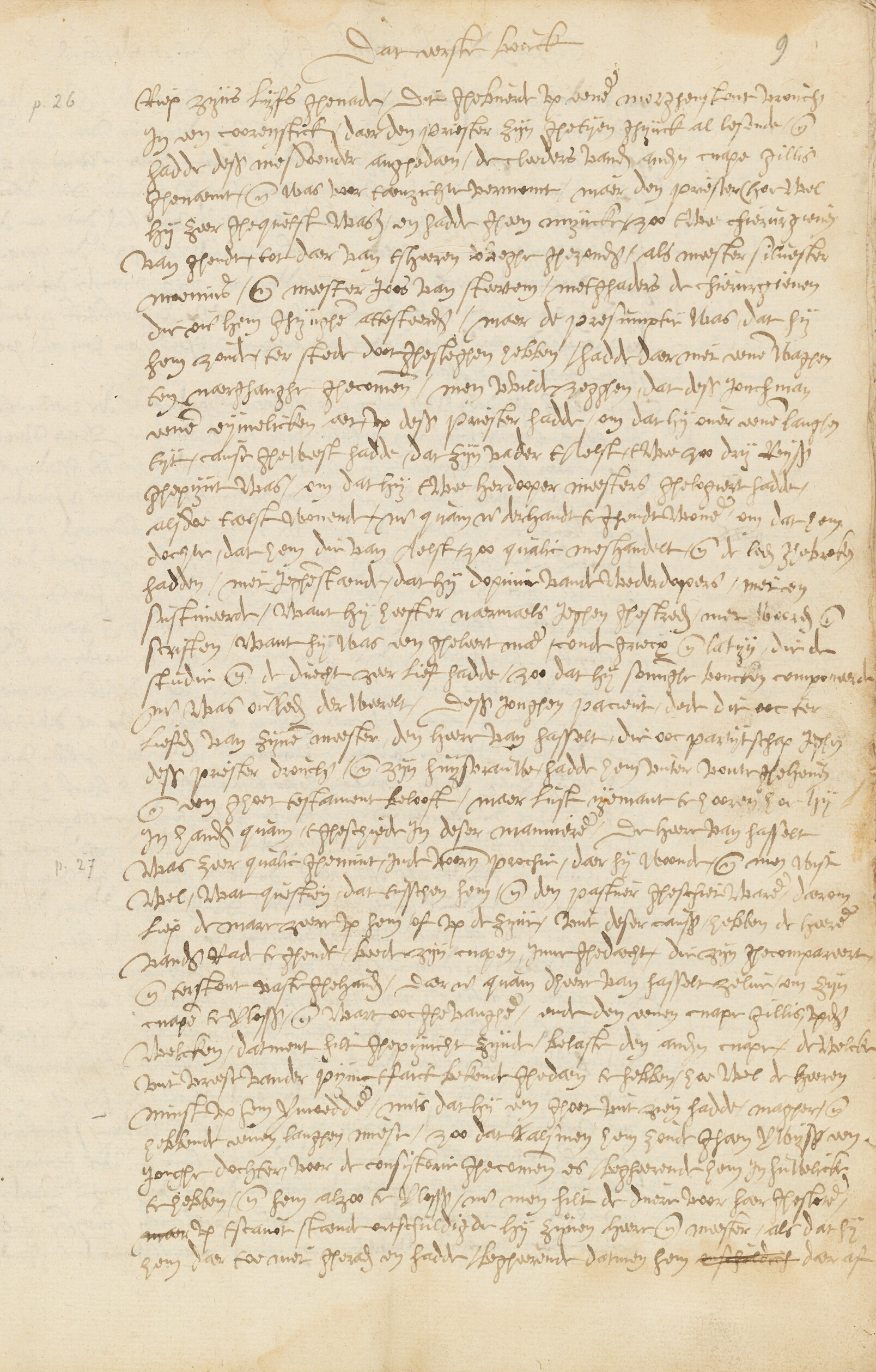
Fragment uit het manuscript "Van die beroerlicke tijden in die Nederlanden". Geschreven in de Nederlanden, tweede helft van de 16e eeuw. Bewaard in de Universiteitsbibliotheek Gent.

Zoals eerder vermeld, is zijn dagboek Van die beroerlicke tijden in die Nederlanden en voornamelick in Ghendt 1566-1568 zijn belangrijkste werk. De Universiteitsbibliotheek van Gent bevat de volledige autograaf van deze tekst. Marcus is ook factor van de rederijkerskamer Marien t’eeren. Naast poëzie schrijft Vaernewijck vooral geschiedeniswerken. In Die Historie van Belgis (aanvankelijk Spieghel der Nederlandscher Audtheyt) schetst hij bijvoorbeeld de geschiedenis van de Nederlanden (het tegenwoordige Nederland en Vlaanderen) vanaf de stichting van de stad Belgis door de Trojanen tot zijn eigen tijd. Het werk wordt verschillende keren herdrukt, de laatste keer in 1829. In dat laatste werk – en eveneens in de Beroerlicke tijden – maakt Vaernewijck vermelding van Die Leeken Philosophie.